# Namul

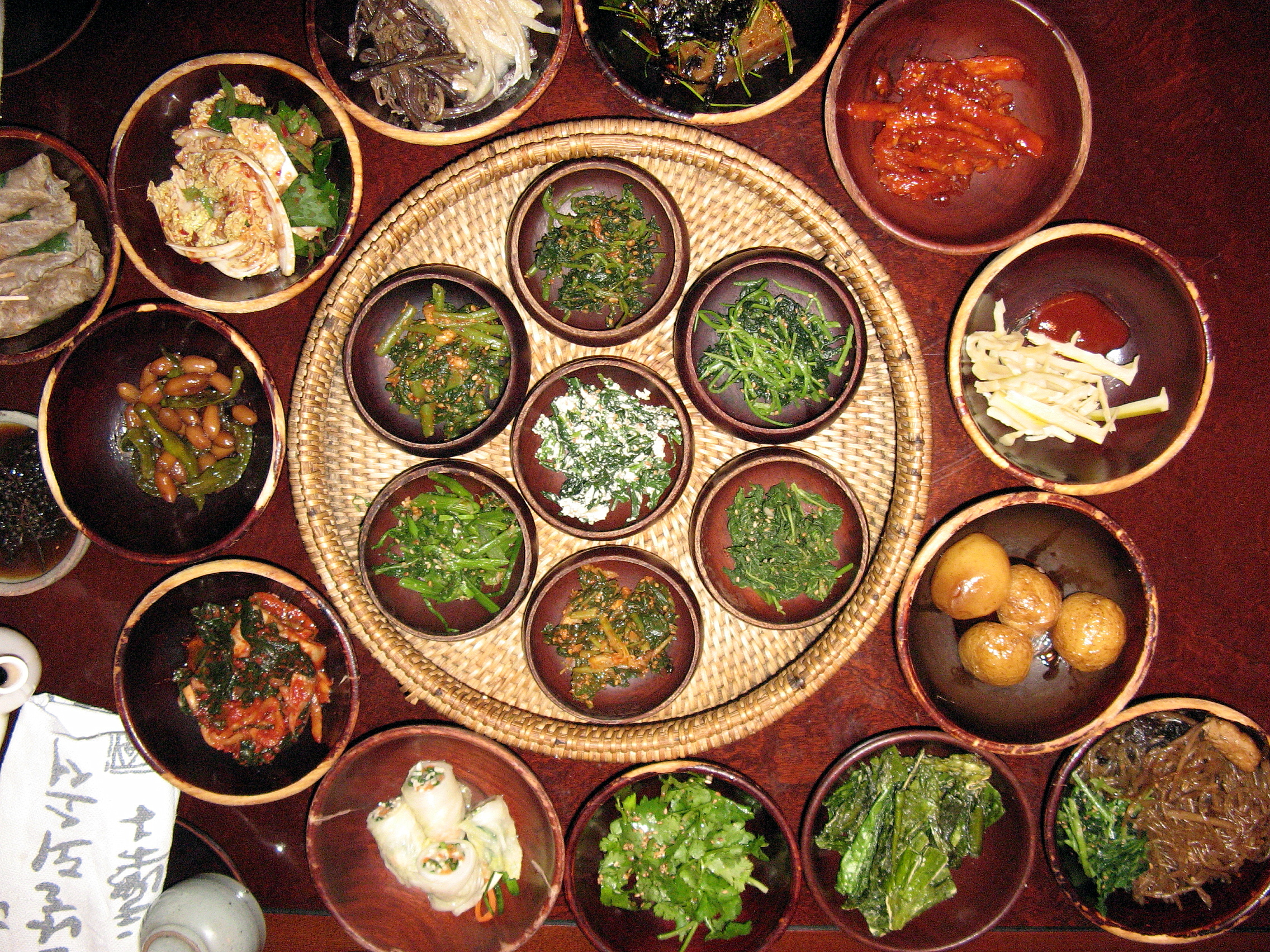
Různé druhy namulu

Namul (hangulem 나물) je souhrnné označení používané v korejské kuchyni pro zeleninová jídla, podávaná obvykle ve zvláštních miskách jako příloha k vařené rýži nebo jako součást směsi pibimbap. Spolu s pokrmem ogok-bap (směs rýže, obilnin a fazolí) je namul součástí oslav prvního novoročního úplňku a má zajistit zdraví a sílu v následujícím roce. Podle použitého druhu zeleniny se namul může připravovat blanšírováním, smažením nebo nakládáním do octa. Charakteristická je pro něj výrazně kořeněná chuť, hojně se používá chilli paprička, česnek kuchyňský, jarní cibulka, sojová omáčka, rybí omáčka, kočchudžang, sezamový nebo perilový olej. Kromě zeleniny se mohou do namulu přidat houby (houževnatec jedlý, čirůvka macutake, pečárka dvouvýtrusá), mořské řasy nebo hovězí šlachy. Na rozdíl od podobného salátu kimčchi se namul nechystá do zásoby, ale jí se vždy čerstvý.

## Typy namulu
- kongnamul (sojové klíčky)
- gajinamul (lilky)
- munamul (ředkev setá bílá)
- bireum namul (laskavec)
- oinamul (okurka setá)
- minari namul (potočnice lékařská)
- chamnamul (bedrník)
- sigeumchi namul (špenát setý)
- dol namul (rozchodník)
- chwinnamul (hvězdnicovité rostliny)
- gosari namul (podezřeň královská)
- sonnamul (různé divoce rostoucí byliny)